# Marguerite Perey
Marguerite Catherine Perey, född 19 oktober 1909 i Villemomble, död 13 maj 1975 i Louveciennes, var en fransk fysiker, som upptäckte grundämnet francium 1939, när hon höll på att rena prover av lantan som innehöll aktinium. Hon var en av Marie Curies studenter. 1962 blev hon den första kvinnan att bli invald till Franska vetenskapsakademin, en utmärkelse som inte förärades hennes mentor Curie.